# ميغومي إيكيدا
ميغومي إيكيدا (باليابانية: 原田めぐみ) هي مبارزة بالسيف يابانية، ولدت في 1 أغسطس 1979 في نانيو في اليابان.

## وصلات خارجية
- ميغومي إيكيدا على موقع أوليمبيديا (الإنجليزية)